# ベストラ
ベストラ（古ノルド語: Bestla）は、北欧神話に登場する古代のヨトゥン族（霜の巨人）の女性である。
巨人ボルソルンの娘である。

## 概要
『スノッリのエッダ』第一部『ギュルヴィたぶらかし』第6章によると、ベストラは神のボルと結婚し、オーディン、ヴィリ、ヴェーの母となった。
知恵の巨人ミーミルはオーディンの伯父とされている。つまり、巨人である母ベストラの兄ということになるが、ミーミルとベストラが兄妹かどうかは『エッダ』においては不明である。
イギリスの著述家ドナルド・A・マッケンジーは、さまざまな伝承を取捨選択して物語仕立てで北欧神話を紹介する著書『北欧のロマン ゲルマン神話』（日本語題）において、原始巨人ユミルの左の脇の下に汗がたまり、詳細の不明な最高神の力で、そこからミーミルとベストラが生まれたという経緯を書いている。